# La Charité (Andrea del Sarto, Washington)
La Charité (Carità) est une peinture à l'huile sur bois datant d'environ 1530 réalisée par le peintre toscan Andrea del Sarto. L'œuvre qui mesure  119,5 × 92,5 cm est conservée à la  National Gallery of Art de Washington.

## Historique
L'œuvre parvint au musée de Washington par le legs de la Samuel H. Kress Collection.
Il semblerait que le projet originel ait été une Madone, transformée ensuite en Charité. 
Une autre œuvre du même titre est conservée au Musée du Louvre de Paris.

## Description
Le tableau est une personnalisation de la Charité accompagnée de ses attributs traditionnels : les enfants qu'elle protège et allaite.